# 8055 Arnim
8055 Arnim è un asteroide della fascia principale. Scoperto nel 1960, presenta un'orbita caratterizzata da un semiasse maggiore pari a 3,0359012 UA e da un'eccentricità di 0,2230118, inclinata di 10,96665° rispetto all'eclittica.